# Nanna Ditzel
 Der er for få eller ingen kildehenvisninger i denne artikel, hvilket er et problem. Du kan hjælpe ved at angive troværdige kilder til de påstande, som fremføres i artiklen.

Nanna Ditzel (født Hauberg 6. oktober 1923 i København, død 17. juni 2005 i København) var en dansk designer. Hun designede møbler, smykker, tekstiler og brugsgenstande.

## Uddannelse
Nanna Ditzel gik i snedkerlære på Richards Skole (1942-43) og blev uddannet på Kunsthåndværkerskolen i 1946.  

## Karriere
Allerede i 1944 deltog hun på Snedkerlaugets Udstilling sammen med Jørgen Ditzel (1921-61), som hun giftede sig med i 1946 og med hvem hun samarbejdede frem til hans død i 1961. I 1950'erne tegnede parret smykker for Georg Jensen samt møbler og tekstiler. 
Efter Jørgen Ditzels død fortsatte hun alene og vakte i slutningen af 1960'erne opmærksomhed med møbler udført i polyester og glasfiber. For Halling-Koch Design Center tegnede hun i 1965 tekstilet Hallingdal. 
Nanna Ditzel besad bl.a. posten som bestyrelsesmedlem i Georg Jensen Fonden i 1988-90 samt formand for Statens Kunstfonds udvalg for kunsthåndværk og design i 1989-92. Herudover var Nanna Ditzel medlem af bestyrelsen for Dansk Design Center i 1992-94. 
Nanna Ditzel eksperimenterede tidligt med nye teknologier og nyskabende rumlige installationer. Hendes produktion var præget af menneskelige løsninger og en søgen efter skønhed og harmoni, bl.a. udtrykt i en varm og lysende farveskala. I 1968-1986 havde hun tegnestue i London, og skabte sammen med ægtefællen Kurt Heide Interspace, som var et  Møbelhus/Designcenter. Da hun i 1987 flyttede tilbage til København, erhvervede hun en ejendom i Klareboderne 4, hvor hun indrettede bolig, tegnestue og værksted. Her udstillede hun igangværende arbejder og projekter i vinduet mod Klareboderne. Hun boede og arbejdede her frem til sin død i 2005. 
Nanna og Jørgen Ditzel fik døtrene Dennie (født 1950), Vita og Lulu (født 1954).[kilde mangler] Hun er begravet på Mariebjerg Kirkegård i Gentofte.

## Møbler, design m.m.
- 1955 Høj barnestol (Kolds Savværk)
- 1958 Ring Stolen
- 1959 Det Hængende Æg
- 1962 Trissen
- 1965 Hallingdal tekstil (Halling-Koch Design Center)
- 1969 Glasfiber møbler (Domus Danica)
- 1988 Farvesætning og Hallingdal-stof til IC3 tog (DSB)[6][7]
- 1989 Bænk for to (Fredericia Stolefabrik)
- 1993 In Charge (Claus Lundsgaard)
- 1993 Trinidad-stolen (Fredericia Stolefabrik)
- 1994 Armbånd og øreclips (Georg Jensen)
- 1994 Armbåndsur (Georg Jensen)
- 1996 Tuba (Fredericia Stolefabrik)
- 1997 City Bænk (G.H. Form)
- 1998 Incharge (Dynamostol)
- 2002 Icon

## Hædersbevisninger
Parret Nanna og Jørgen Ditzel vandt sølvmedaljer ved Triennalerne i Milano 1951, 1954 og 1957 samt guldmedalje 1960. I 1956 modtog de Lunningprisen. Derudover fik Nanna Ditzel flere andre hædersbevisninger:
- 1990 Guld ved International Furniture Design Competition for sin Bænk for to
- 1995 ID Prisen (Dansk Design Center) for stabelstolen Trinidad
- 1995 Slået til Ridder af Dannebrog
- 1996 Honorary Royal Designer af Royal Society of Art i London
- 1997 Nationalbankens Jubilæumsfonds Hæderslegat
- 1998 Livsvarig statsydelse for kunstnere på finansloven
- 1999 Thorvald Bindesbøll Medaljen

| - Møbler af Nanna Ditzel - Det Hængende Æg, 1959 - Trissen, 1962 |